# The-Dream
Terius Adamu Ya Gesteelde-Diamant (voorheen Youngdell Nash; Rockingham, 20 september 1977), bekend onder zijn artiestennaam The-Dream, is een Amerikaans zanger, songwriter en muziekproducent. Hij heeft voor veel artiesten geschreven. Nummers die hij heeft geschreven zijn onder meer "Umbrella" voor Rihanna en "Single Ladies (Put a Ring on It)" voor Beyoncé, dat een Grammy Award voor Song of the Year won.
In 2007 tekende hij bij Def Jam Recordings en bracht hij zijn debuutalbum Love/Hate uit, dat hij produceerde met zijn productiepartner Tricky Stewart.

## Discografie
Albums
- Love/Hate (2007)
- Love vs. Money (2009)
- Love King (2010)
- 1977 (2011)
- IV Play (2013)
- Ménage à Trois: Sextape Vol. 1, 2, 3 (2018)

## Verwijzingen
1. ↑  (en) The-Dream - Black – ACE Repertory. www.ascap.com. Geraadpleegd op 10 maart 2025.

- Gemeinsame Normdatei: 135511208
- International Standard Name Identifier: 0000 0003 8596 9066
- Library of Congress Control Number: no2005066646
- MusicBrainz: 66a4b9d2-d5a6-40b8-93d5-0bdd1dbb4b43
- Nationale Bibliotheek van Tsjechië: xx0125562
- Virtual International Authority File: 234952763